# Ischnocnema
Ischnocnema là một chi động vật lưỡng cư trong họ Brachycephalidae, thuộc bộ Anura. Chi này có 30 loài và 27% bị đe dọa hoặc tuyệt chủng.

## Hình ảnh

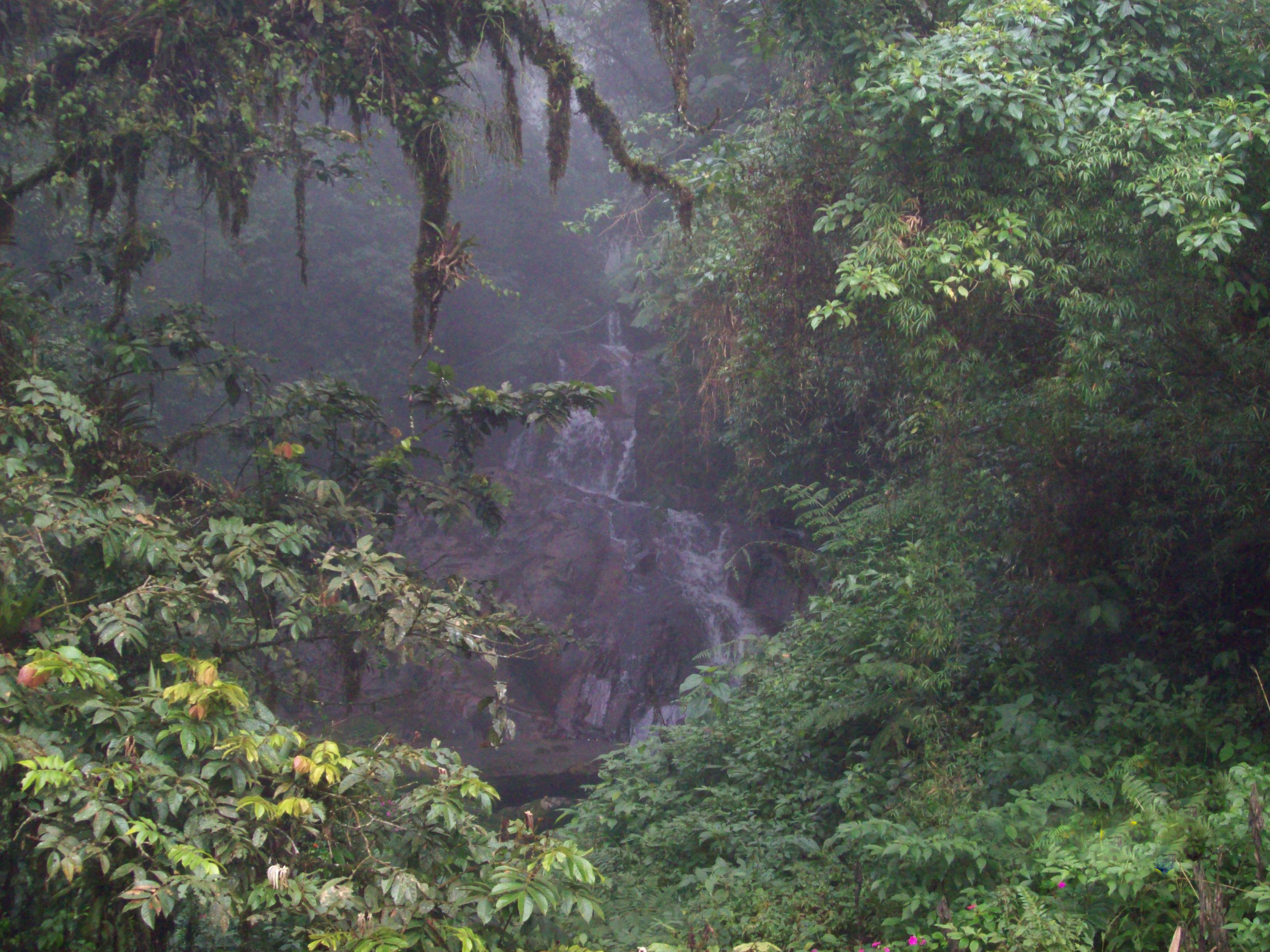
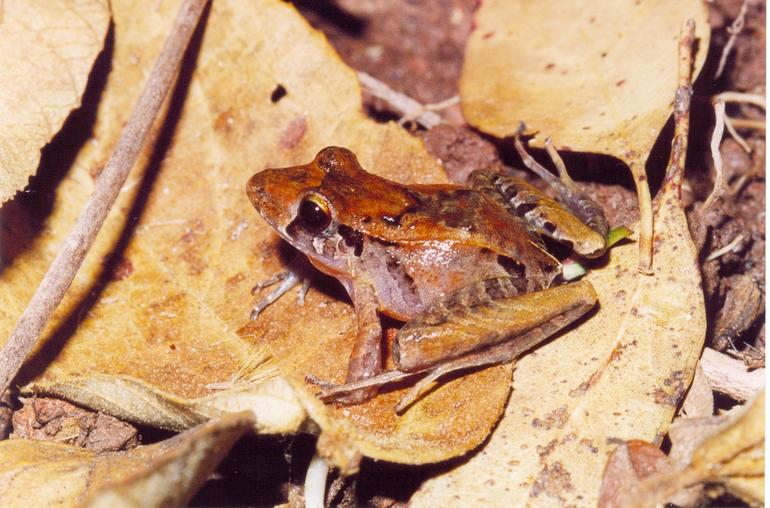
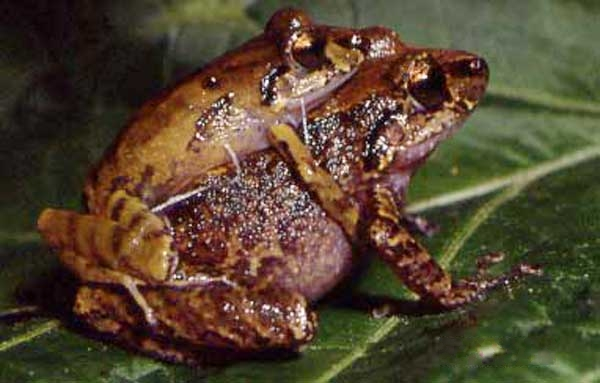